# Alexandra Palace
Alexandra Palace, ook bekend onder de bijnaam Ally Pally, is een evenementenhal in de Britse hoofdstad Londen. Het ligt in Alexandra Park in Haringey in het noorden van Londen. Het nabijgelegen station Alexandra Palace is ernaar vernoemd.
Het werd gebouwd in 1873 in Victoriaanse stijl en werd genoemd naar de Deense echtgenote van de latere koning Edward VII, koningin Alexandra. Het was het centrum van een nieuw recreatiepark met de naam The People's Palace. Twee weken na de opening brandde het helemaal af. Het werd echter in de twee jaren erna weer volledig opgebouwd. In de Eerste Wereldoorlog werd het gebouw opgeëist door de overheid, eerst om er Belgische vluchtelingen onder te brengen en daarna voor het interneren van vijandige vreemdelingen (Duitsers, Oostenrijkers).

## BBC
Omdat het gebouw solitair op een heuvel is gelegen, werd het in 1935 gebruikt voor de eerste televisie-uitzending van de BBC. Vanaf die tijd werd er uitgezonden vanaf de zuidtoren van het complex.

## Sport
Sinds december 2007 is Ally Pally jaarlijks de locatie van de PDC World Darts Championship. Dit toernooi werd voorheen gespeeld in de Circus Tavern in Purfleet. Het gebouw heeft al een jarenlange traditie als het gaat om darts. Tot 1990 werd er het News of the World Darts Tournament georganiseerd, het oudste dartstoernooi ter wereld. In 2012 werd er voor het eerst het prestigieuze Snooker Masters-toernooi gehouden. De editie van 2021 werd echter vanwege de coronapandemie die in 2020 uitbrak in Milton Keynes gespeeld omdat deze zonder publiek moest worden gespeeld.
Ook is er het wereldkampioenschap hardbat gespeeld.
Tijdens de Olympische Zomerspelen van 2012 in Londen was het Alexandra Palace ingericht als Holland Heineken House.